# 無意味
| ウィキペディアには「無意味」という見出しの百科事典記事はありません（タイトルに「無意味」を含むページの一覧/「無意味」で始まるページの一覧）。 代わりにウィクショナリーのページ「無意味」が役に立つかもしれません。 |